# Tiszaszőlős
Tiszaszőlős község Jász-Nagykun-Szolnok vármegye Tiszafüredi járásában.

## Fekvése
A vármegye északi részén fekszik, a történelmi Nagykunság határán, a Tisza, illetve a Tisza-tó  bal partján. A legközelebbi város Tiszafüred, mintegy 8 kilométerre északra, míg a megyeszékhely, Szolnok 78 kilométer távolságra található.
A szomszédos települések észak felől Tiszafüred, kelet felől Tiszaigar, nyugat felől Tiszaderzs, délnyugat felől pedig Tiszaszentimre. Nyugat és északnyugat felől Újlőrincfalvához tartozó külterületek határolják.

### Megközelítése
Legfontosabb megközelítési útvonala a 3216-os út, ezen érhető el Tiszafüred és Tiszaderzs felől is; Tiszaszentimrével a 3217-es út köti össze. Keleti határszélét érinti még a 34-es főút is.
Vasúton is megközelíthető a Karcag–Tiszafüred-vasútvonalon, melynek egy megállási pontja van itt; Tiszaszőlős vasútállomás a belterület keleti szélén helyezkedik el, közúti elérését a 3216-os útból kiágazó 32 318-as számú mellékút (települési nevén Péntek Ferenc út − Jókai út) biztosítja. [A Péntek Ferenc út neve a községben 1919-ben, a román megszállók által orvul meggyilkolt négy helyi férfi egyikének emlékét őrzi.]

## Címere
Háromszögű, álló, szimmetrikus, ezüst hullámvonallal vágott, csücskös tárcsapajzs. A címerpajzsot kettős fekete kontúrú íves aranykeret határolja.
A felső zöld mezőben arany vadszőlő burjánzik, az alsó kék mezőben ezüsthal balra (a mellékelt ábra alapján jobbra) úszik.
A tárcsapajzs alatt ívesen lobogó, szimmetrikus fecskefark végződésű kék és aranybevonatú, feketével szegélyezett szalag van, érintkezve a címerpajzzsal. A szalagon arany, fekete kontúrú TISZASZŐLŐS felirat olvasható.

## Története
Árpád-kori település. Nevét 1256-ban említette először oklevél Zeuleus néven.
A falu területén talált régészeti leletek alapján megállapították, hogy már az őskorban is éltek itt emberek. Ezt támasztja alá a híres rézkori lelet, melyet 1839-ben a Nagyaszó melletti partoldal leomlásakor, valamint az azt követő árvíz idején került felszínre. Ez a „Tiszaszőlősi kincs” néven vált ismertté. Ebből a leletből egy aranyvért Bécsben található, mely minden bizonnyal egy rézkori fejedelemé volt. A következő írásos említés a középkorra, az 1330-as évekre esik. 1337-ben Zeuleus volt a település neve. Önálló plébániája után pápai adót szedtek. A török hódoltság, a háborúk idején Tiszaszőlős lakói elmenekültek, vagy megfogyatkoztak, de mindig visszatértek és újjáépítették falujukat.
A „Tisza” előtag a XVII. században jelenik meg a község nevében. Később állandósul a „Szöllős”, melyet a tiszai földhátakon található vadszőlőről kaphatta. 1900-ban 2455 lakosa volt a településnek, házainak száma 480 volt, így nagyközségi rangot kapott. 1902. október 7-én, egy tűzvész során csaknem az egész falu leégett. 101 ház a tűz martaléka lett, sok családnak minden ingósága odaveszett.
A település határában Domaházapusztán a régészek 2003-ban neolit kori település maradványait tárták fel.
1300-as évek elején már egyházas hely volt. 1332-1337-ben neve szerepelt a pápai tizedjegyzékben is, mint a kemeji főesperesség plébániája.
A 14. században a Tomaj nemzetséghez tartozó Abádi család birtoka volt.
1368-ban Nagy Lajos király łun Mózesnek is adott itt részbirtokot.
A később Nagykincsei Orbán győri püspök és testvére birtoka volt, de a Derzsi, Szoklyói Szabó, Bessenyei és Szőlősi családok, és a 17. századtól a Székely család is birtokosok voltak itt.
1839. nyarán a község határában, a Magyarország földjén valaha talált leggazdagabb aranykincsre leltek, amikor néhány jobbágy asszony hazafelé indult az ártér és az Aszóhát között húzódó dűlőúton a határból, ahol kalászt gyűjtöttek. Észrevették, hogy a legutóbbi áradás csillogó tárgyakat mosott ki az Aszópart oldalából. A kincslelet jelentős része azonban a régészeti értékét és kulturális értékét felismerni nem tudó emberek kezén a tudomány számára elkallódott.
1910-ben a település 2555 lakosából 2554 magyar volt. Ebből 404 római katolikus, 2083 református, 50 izraelita volt.
1968-ban a településnek 2200 fő a lakossága. Csökkent a születések száma, s egy bizonyos fokú elvándorlás volt tapasztalható a faluban. Magas az ingázók aránya, az iparban foglalkoztatottak elsősorban a fővárosban találtak munkahelyet.
1971-ben az állandó lakosok száma 2203 fő. A községben ekkor 18 km beépített útszakasz volt, ebből kiépített makadámút 6 km. A környéken elsőként, 1972. december 22-én megalakult a Vízmű Társulat, és 1975-re megvalósult a község vezetékes ivóvízellátása. Egy 50 m3-es hidroglóbuszt állítottak fel két víztározóval, s 66 közkifolyót létesítettek.
A 20 férőhelyes állandó bölcsőde és a 80 férőhelyes óvoda az igényeket kielégítette. A bölcsőde 10 férőhellyel bővült, s ebben az időben kezdett kiépülni a szociális gondozók hálózata is. Ugyanebben az évben új postaszékház és orvosi lakás épült, majd ezt követően új ABC áruház, tejbegyűjtő és sportpálya. Új székházat kapott a takarékszövetkezet, és a rendelő felújításával, pedig megoldódott az orvosi ellátás.
1973-ban új KISZ-klubhelyiséget adtak át. A pedagógusok és az óvodai nevelők száma 1974-ben 15 fő volt. Az általános iskola tanulóinak száma 206 fő, a községi könyvtárnak 166 tagja volt. Ez év szeptemberében megkezdődött a napközi működése. Az iskolában javult a szakos tanárokkal való ellátottság, a hiányzások csökkentek. Többen tanultak főiskolán, egyetemen, s ezeknek a fiataloknak egy része visszatért a faluba.
A lakosság életszínvonalában is változás következett be: a sorozatosan épülő lakások mellett a régi lakások felújítása is napirenden volt, elsősorban a fürdőszobák kiépítése, kialakítása tekintetében.
1977. április elsejével Tiszaszőlős Községi Tanácsa közös tanáccsá alakult Tiszafüred Nagyközség Tanácsával. A közös tanács létrejöttével 10 fős tanácstagi csoport 1 fő tanácselnök-helyettessel képviselte a falut. A községben szakigazgatási kirendeltség működött 3 dolgozóval. Ez azt jelentette, hogy a lakosság körében előforduló ügyeket helyben lehetett intézni, és csak a nagyobb szakismeretet igénylő feladatokat végezték Tiszafüreden.
Hetente egyszer a tisztségviselők és a szakigazgatási szerv dolgozói ügyfélfogadást tartottak, amikor alakosság problémáival közvetlenül fordulhatott tanácsért, felvilágosításért.
A ’80-as évek elején az általános iskola 3 tanteremmel és irodahelyiségekkel bővült, majd a vizesblokk megépítése is megvalósult. Ezekhez a munkálatokhoz a lakosság társadalmi munkával is hozzájárult. Megtörtént a bölcsőde felújítása is.
1984-ben Tiszafüred Nagyközséget várossá nyilvánították. Ez egy sorsforduló volt Tiszaszőlős életében is, mert azzal, hogy Tiszafüred városrésze lett, teljesen megszűnt önállósága. Ennek elvesztésével kapcsolatban a lakosság aggályait fejezte ki, elsősorban amiatt, hogy a község elmarad a fejlődésben, a város peremkerületévé válik. Az akkori vezetés viszont ígéretet tett arra, hogy a két település párhuzamosan fog fejlődni.
A közös évek alatt megépült egy sportlétesítmény az iskola mellett: az első szakaszban a tornaterem utána a kiegészítő helyiségek. Ezzel többfunkciós célt valósítottak meg, tekintettel arra, hogy a kultúrházat időközben életveszélyesnek minősítették. Az épület elkészültével a községi rendezvények és a kiscsoportos foglalkozások megtartására is itt nyílt lehetőség.
A település fejlődése ellenére az eltelt 23 év során a lakosság hiányérzetének többször is hangot adott. Hiányolta a helyi vezetést, nem tartotta szerencsésnek, hogy a községet csak egy személy képviselhette Tiszafüreden. A társközségi viszonyból fakadóan csak kirendeltség működött, a lakosság ügyes-bajos dolgait intézendő kénytelen volt idejét feláldozva a városba utazni, s a közlekedési nehézségek miatt sok esetben 10 perces ügyintézés miatt fél napot, vagy akár teljes napot is igénybe vett. Épp ezért a rendszerváltás óta több ízben felmerült a különválás gondolata. Legutóbb a regionális hulladéklerakó szeméttelep építése körüli vitában vetődött fel, mert a tervezett szeméttelep a településhez való közelsége miatt a szőlősiek érdekeit sértette. A tervezet felháborodást váltott ki a lakosság körében, s aláírásgyűjtés kezdődött.
2000. május 7-én megtartott közmeghallgatás már a helyiek azon óhajának adott hangot, hogy Tiszaszőlős váljon le Tiszafüredtől.
A környező települések fejlődése, életképessége is azt bizonyította, hogy hasonló vagy még kisebb község is képes önállóan megélni.
Sérelmezték továbbá, hogy az eltelt két évtized eltüntette a helység mivoltát: hivatalosan nem használta a Tiszaszőlős nevet, különböző kiadványokban már fel sem tüntették, meg sem említették. A helyiek éreztek magukban olyan összefogást, hogy önállóan is tudnak dönteni sorsukról. A közmeghallgatást követően ismét aláírásgyűjtés indult, melyben az autonómia visszaállítását szorgalmazta a lakosság.
A Tiszafüred város Képviselő-testülete által 2000. június 18-ára kiírt vélemény-nyilvánító népszavazást nagy várakozás előzte meg. Végül a referendum érvényes és eredményes volt: az érvényesen  voksolók 96,61%-a a különválás mellett döntött. Ekkora összefogás ezen a településen még soha nem volt tapasztalható.
Az Előkészítő Bizottság a hivatalos eredmény közlését követően elkezdte a szétválással kapcsolatos feladatok ellátását: elkészítette Tiszaszőlős 2000. évi költségvetési tervezetét, javaslatot tett a vagyonmegosztásra és a község elnevezésére.
2002-ben Tóth Imrét választotta meg a község lakossága polgármesternek, aki a megalakulást követően személyes okokra hivatkozva ezt a megbízatást visszaadta és a megismételt szavazáson Kerekes András választotta a község második vezetőjének, aki 2006-ban – immár másodszor - is elnyerte a lakók bizalmát, majd a 2010 és 2014-es szavazáson is őt választották meg.
2002-ben a község lélekszáma 1786 fő volt, ez 2012-re 1586-ra csökkent, ennek oka, hogy kevesebb gyermek születik, mint amennyien elhaláloztak. A Tiszafüredtől való szétválás után a két település bizonyos kérdésekben meg tudott állapodni, némely vitás ügyben nem. Épp ezért, 2004-től kezdődően Tiszaszőlős bírósági úton kívánta érvényesíteni a jogait. 2013 elején az ítélőtábla Tiszafüredet arra kötelezte, hogy fizesse meg Tiszaszőlősnek 412,6 millió forintot. A 2019-es októberi önkormányzati választásokon Anginé Szőnyi Eszter nyert.

## Közélete

### Polgármesterei
- 2002–2003?: Tóth Imre (független)[10]
- 2003–2006: Kerekes András (független)[11]
- 2006–2010: Kerekes András (független)[12]
- 2010–2014: Kerekes András (független)[13]
- 2014–2019: Kerekes András (Fidesz-KDNP)[14]
- 2019–2024: Anginé Szőnyi Eszter (független)[9]
- 2024– : Soltész András (Fidesz-KDNP)[1]

A településen 2003. április 27-én időközi polgármester-választást tartottak, az előző polgármester lemondása miatt.

## Népesség
A település népességének változása:
| Lakosok száma | 1548 | 1595 | 1618 | 1586 | 1403 | 1199 | 1172 |
|               | 2013 | 2014 | 2017 | 2021 | 2022 | 2023 | 2024 |

A 2011-es népszámlálás során a lakosok 89,3%-a magyarnak, 4,6% cigánynak, 3,8% görögnek, 0,3% lengyelnek, 0,6% németnek, 0,5% románnak mondta magát (10,4% nem nyilatkozott; a kettős identitások miatt a végösszeg nagyobb lehet 100%-nál). A vallási megoszlás a következő volt: római katolikus 17,4%, református 41,4%, görögkatolikus 1,6%, evangélikus 0,4%, felekezeten kívüli 20,6% (18,2% nem nyilatkozott).
2022-ben a lakosság 90,1%-a vallotta magát magyarnak, 7,1% cigánynak, 1,9% görögnek, 0,4% németnek, 0,2% lengyelnek, 0,1% románnak, 2,1% egyéb, nem hazai nemzetiségűnek (9,1% nem nyilatkozott; a kettős identitások miatt a végösszeg nagyobb lehet 100%-nál). Vallásuk szerint 25,1% volt református, 6,7% római katolikus, 0,5% görög katolikus, 0,1% egyéb keresztény, 1,5% egyéb katolikus, 26,9% felekezeten kívüli (39,3% nem válaszolt).

## Kulturális események
- Falunap
- Szüreti bál

## Élővilág
A településhez 6,3 km gátszakasz tartozik a Tisza mentén. Fő vonzerejét is a Tisza közelsége adja. Gazdag a növény és állatvilága. A Cserőközi holtág a Közép-Tisza egyetlen olyan holtága, amely nagyjából eredeti állapotában fennmaradt. Megtalálható itt a világ legkisebb zárvatermő növénye, a vízidara, amely a mákszemnél is kisebb. A Cserőközi holtág Tiszaszőlős felőli része mára már teljesen feltöltődött. A régi meder területét ma nemesnyár-erdő borítja. Figyelemre méltó az itt található, védett madárvilág is.

## Látnivalók, nevezetességek
- Világháborús emlékmű
- 56-os forradalom emlékmű
- Március 15. kopjafa
- Református templom
- Szőlőszem Farm
- Falusi Patika Látvány Pálinkafőzde
- Víztorony
- Kétfogatú tájház
- Aranyosi kikötő
- Katamarán kikötő

## Itt születtek
- Szöllősi Zsigmond (1872–1953) író, újságíró
- Zágon István (1893. október 30. – Budapest, 1975. január 10.) színműíró, humorista

## Turizmus
A Tisza-tó hazánk második legnagyobb tava, változatos növény- és állatvilággal rendelkezik. Kempingezni, horgászni, túrázni, hajózni is lehetséges. A kikötők Tiszafüredtől 5 km-re találhatók.
A Falusi Patika Látvány Pálinkafőzde 2012-ben nyílt meg. Itt a pálinkakészítés technológiája, a pálinka és cefrekészítés titka, valamint a történelmi és modern főzőberendezések is megtekinthetők.